# بيرتا فراي
بيرتا فراي (بالإنجليزية: Berta Frey)‏ هي نساجة ‏ أمريكية، ولدت في 8 نوفمبر 1893 في تكساس في الولايات المتحدة، وتوفيت في 1 فبراير 1972 في بيرزفيل ‏ في الولايات المتحدة.